# Manuel Riquelme
Manuel Riquelme (* 2. Juni 1912; † unbekannt) war ein chilenischer Radrennfahrer und nationaler Meister im Radsport.

## Sportliche Laufbahn
Riquelme war im Straßenradsport und im Bahnradsport aktiv. 1936 startete er bei den Olympischen Sommerspielen in Berlin. Im olympischen Straßenrennen kam er nicht ins Ziel. Die chilenische Mannschaft mit Jesús Chousal, Jorge Guerra, Manuel Riquelme und Rafael Montero kam nicht in die Mannschaftswertung, da kein chilenischer Fahrer das Ziel erreichte. Auf der Bahn startete er im Sprint.